# Discoglypremna
Discoglypremna é um género botânico pertencente à família Euphorbiaceae.

## Espécie
Discoglypremna caloneura Prain

## Nome e referências
Discoglypremna Prain